# Tomasz Zahorski
Tomasz Zahorski (Barczewo, 22 november 1984) is een Pools voetballer.

## Clubcarrière
Zahorski begon zijn loopbaan als middenvelder bij OKS 1945 Olsztyn. Hierna ging hij naar Dyskobolia Grodzisk dat hem verhuurde aan Górnik Łęczna. Sinds 2007 speelt hij voor Górnik Zabrze. 

## Interlandcarrière
Hij kwam dertien keer (één doelpunt) uit voor Polen en maakte deel uit van de selectie voor Euro 2008. Zahorski maakte zijn debuut voor de nationale ploeg op 17 oktober 2007 tegen Hongarije. Zijn eerste en tot dusver enige interlandtreffer maakte hij op 27 februari 2008 in een vriendschappelijke wedstrijd tegen Estland.